# Carrer dels Arbres (revista)
Carrer dels Arbres és una revista de divulgació de temàtica badalonina publicada i editada pel Museu de Badalona des de l'any 1979, en l'actualitat únicament en format digital.
El primer número de la revista va sortir el 1979 coincidint amb les primeres eleccions de la democràcia. Des d'ençà aleshores la revista ha tingut més de 300 col·laboradors i més de 570 articles de temàtica badalonina referents a la història, la premsa, les tradicions, festivitats, entre d'altres. Amb els anys també ha anat variant el seu disseny, d'acord amb la imatge corporativa del museu. Des de 2013 la revista ha deixat de ser de pagament i només es publica en format digital per motius econòmics i ecològics i, segons la direcció del museu, per garantir un millor accés als continguts de la revista. A causa d'aquest canvi de format, el darrer número en paper contenia un índex de temes i autors que havien format part de la revista. El 2015, tots els números de la revista van ser publicats a la plataforma digital de Revistes Catalanes amb Accés Obert (RACO) i a la web del Museu de Badalona i poden ser consultats de franc.